# Muixeranga de Barcelona
La Muixeranga de Barcelona és una colla muixeranguera de la ciutat de Barcelona. Els orígens es troben el novembre del 2017, on es va produir la primera reunió de gent interessada en fer muixerangues a la Casa València de Barcelona. Aquest grup va començar a organitzar-se i assajar, i al febrer de 2018 es va constituir com a associació. És la primera muixeranga en actiu fora del País Valencià i va nàixer amb la voluntat de viure la cultura valenciana també a Barcelona. Vesteix amb camisa blau turquesa, faixa vermella i pantaló negre.
El bateig va ser el maig de 2018 al Passeig de Sant Joan a Barcelona, tenint com a padrins la Colla Castellera de La Sagrada Família. En gener de 2019 l'entitat va entrar a formar part de la Federació Coordinadora de Muixerangues. El març de 2020, a la trobada organitzada per l'entitat en la Plaça de Bonet i Muixí de Barcelona, van realitzar la primera figura de 5 alçades, l'Alta Clàssica.
El juny de 2024, amb la seva VI Trobada, consoliden el sostre de 5 amb la descarregada de dues figures de 5 alçades: la Xopera i la Canya, convertint-se així en colla de 5, la primera fora del País Valnecià.
Tenen el local d'assaig a Lleialtat Santsenca, al barri de Sants, a Barcelona.